# Josef Macháček
Josef Macháček (15 de marzo de 1957, Chrudim, Checoslovaquia) es un ex piloto de cuatriciclo y moto checo, su último equipo ha sido el Buggyra Racing en el Rally Dakar.

## Carrera Deportiva
Era piloto de motociclismo de Rally raid, empezando en la década del 70 a participar en los campeonatos de Checoslovaquia de enduro. 
Sin embargo empezó a competir en el Rally Dakar en la edición 2000, en la categoría de motos, logrando el puesto 67.º 

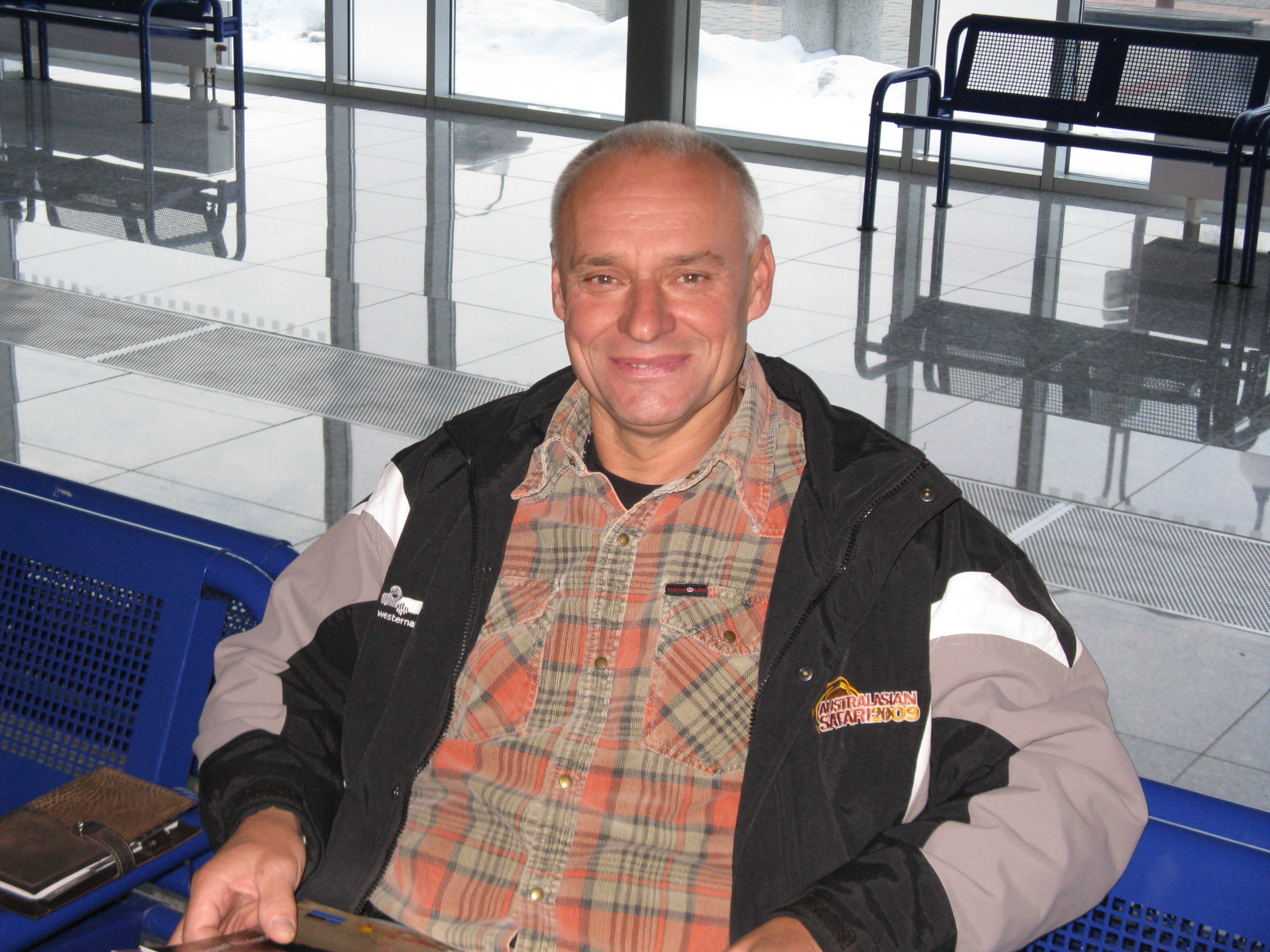
Josef a sus 53 años

En la edición 2009, se inaugurá la categoría Quads separada de la de motos, ganaría 4 etapas y lograría consagrarse campeón, siendo el primer campeón de la categoría.
En la edición 2021, se inaugurá la categoría de prototipos ligeros (T3 o Challenger), pese a no ganar etapas se consagró campeón, ganando su segundo Touareg y convirtiéndose en el campeón más longevo de la historia del Rally Dakar a sus 63 años. 

## Resultados

### Rally Dakar
| Año     | Categoría  | Vehículo | Posición | Etapas |
| ------- | ---------- | -------- | -------- | ------ |
| 1999    | Motos      | Yamaha   | Ret.     | -      |
| 2000    | Motos      | Yamaha   | 67.º     | -      |
| 2001    | Motos      | Yamaha   | 43.º     | -      |
| 2003    | Motos      | Yamaha   | 46.º     | -      |
| 2007    | Motos      | Yamaha   | 65.º     | -      |
| 2009    | Quads      | Yamaha   | 1.º      | 4      |
| 2010    | Quads      | Yamaha   | Ret.     | -      |
| 2011    | Quads      | Yamaha   | Ret.     | 1      |
| 2014    | Coches     | Yamaha   | Ret.     | -      |
| 2016    | Coches     | Yamaha   | Ret.     | -      |
| 2017    | Quads      | Yamaha   | Ret.     | -      |
| 2018    | Quads      | Yamaha   | 12.º     | -      |
| 2020    | SSVs       | Can-Am   | 27.º     | -      |
| 2021    | Challenger | Can-Am   | 1.º      | -      |
| 2022    | Challenger | Can-Am   | 25.º     | -      |
| 2023    | Challenger | Can-Am   | 11.º     | -      |
| Fuente: |            |          |          |        |